# César Vallejo
César Vallejo (født 16. marts 1892, død 15. april 1938) er en af Perus mest kendte digtere. I løbet af sit liv publicerede han kun tre digtsamlinger, men han er alligevel kendt som en af de store litterære innovatorer fra det forrige århundrede.